# Yuzhni (Pávlovskaya)
Yuzhni (del ruso: Южный) es un posiólok ubicado en el raión de Pávlovskaya, dentro del krai de Krasnodar, Rusia. Está situado en la orilla derecha del Sredni Chelbas, tributario del Chelbas, 25 km al suroeste de Pávlovskaya y 109 km al nordeste de Krasnodar, la capital del krai. Según el censo de 2010, contaba con una población de 305 habitantes.
Pertenece al municipio Srednechelbaskoye.